# بطة طويلة الذيل

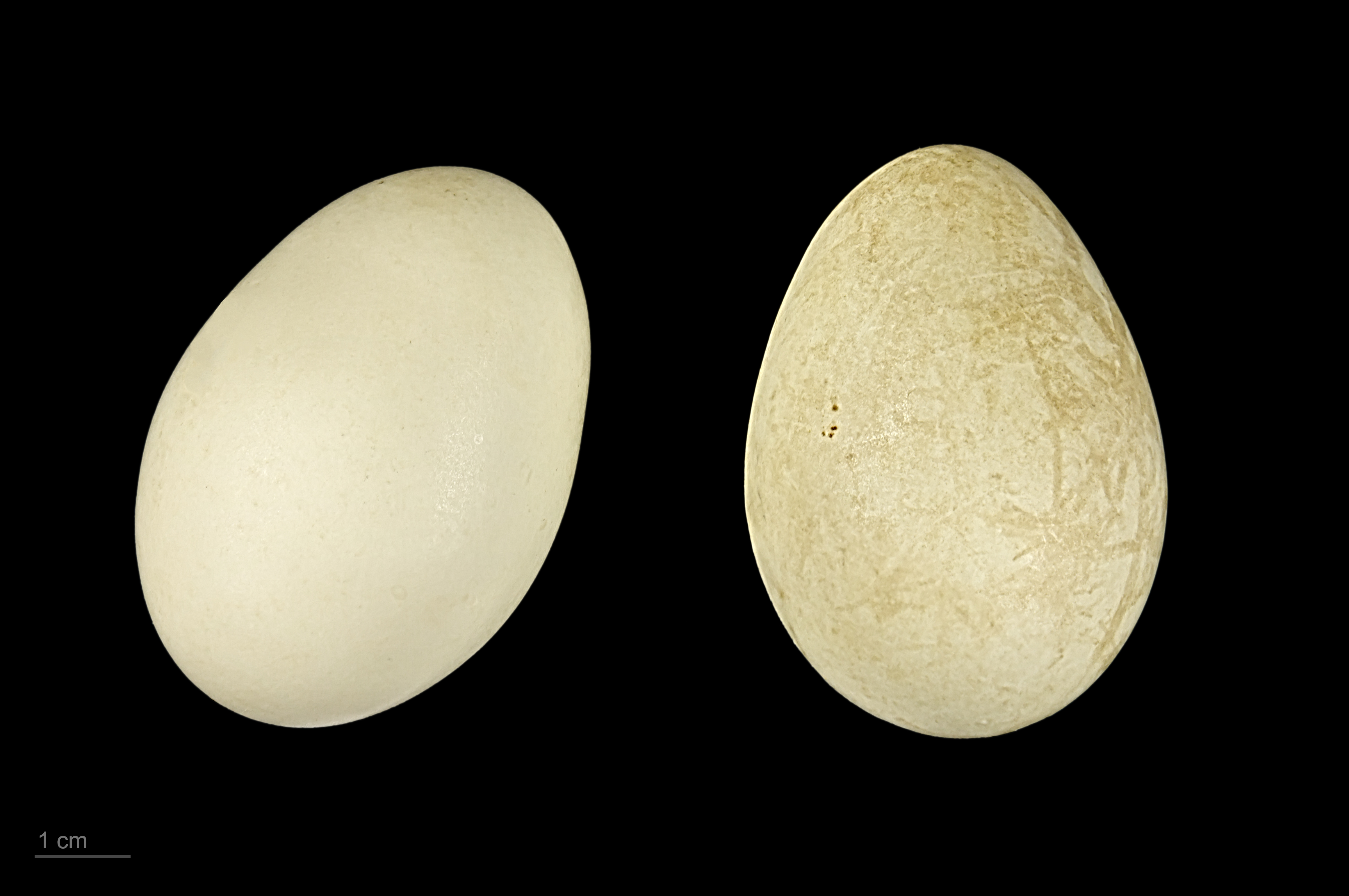
بيض بطة طويلة الذيل.

بطة طويلة الذيل أو بط طويل الذنب (الاسم العلمي: Clangula  hyemalis) (بالإنجليزية: Long-tailed  Duck)‏ هو طائر ينتمي إلى أسرة البلقشاوات ضمن فصيلة البطية من رتبة الإوزيات.